# Peter Lohmann
Peter Lohmann (* 1950) ist ein deutscher Verleger.

## Leben
Peter Lohmann war 1980 der Mitbegründer des Hamburger Buntbuch-Verlages, den er bis 1985 als Verleger betreute. 1985 war er in Hamburg der Mitbegründer des Verlags am Galgenberg, den er bis zum Konkurs im Jahr 1993 leitete. Danach betreute Lohmann noch bis 1996 – teilweise sein Verlagsprogramm fortführend – die Edition Galgenberg bei Rasch und Röhring. Seit 1997 leitete er den Scherz Verlag, Bern, der 2002 in den S. Fischer Verlag überführt wurde. Von 2002 bis 2008 war er verlegerischer Geschäftsführer innerhalb der S. Fischer Verlage für die Unterhaltung. Dazu gehörten die Verlage Scherz, Krüger und das Fischer Taschenbuch.
2008 gründete Peter Lohmann, zusammen mit Nikolaus Hansen, das Harbourfront Literaturfestival in Hamburg. Von 2009 bis 2018 arbeitete er in der Festivalleitung. 2021 veröffentlichte er sein erstes Buch: „Pauli und Konsorten - Eine Großstadtgeschichte von Menschen und Hunden“.
Peter Lohmann konnte sich in seinen beiden früheren Kleinverlagen Buntbuch und Galgenberg auch mit der Erstausgabe später erfolgreicher Werke von bis dahin unbekannten Autoren profilieren, zum Beispiel die Titel:
- 1985: Jakob Arjounis Happy Birthday, Türke! im Buntbuch Verlag (spätere Verfilmung unter dem Titel  Happy Birthday, Türke!);
- Nâzım Hikmet (Menschenlandschaften)
- 1988–1991: Doris Gerckes ersten sechs Kriminalromane über die Protagonistin Bella Block im Verlag am Galgenberg;
- 1990: Almudena Grandes’ Lulú im Verlag am Galgenberg (spätere Verfilmung unter dem Titel Lulu – Die Geschichte einer Frau).

Für den Scherz Verlag und die S.Fischer Verlage konnte er Autoren wie Hans-Jürgen Massaqoui, „Neger, Neger, Schornsteinfeger“ (Titel der amerikanischen Ausgabe, Destined to Witness) (ZDF Fernseh-Adaption von Neger, Neger, Schornsteinfeger!),  Cecilia Ahern (P.S. I love you) und Klaus-Peter Wolf (Ostfriesland-Krimi) gewinnen.